# Танагра райдужна
Тана́гра райдужна (Tangara fastuosa) — вид горобцеподібних птахів родини саякових (Thraupidae). Ендемік Бразилії.

## Опис

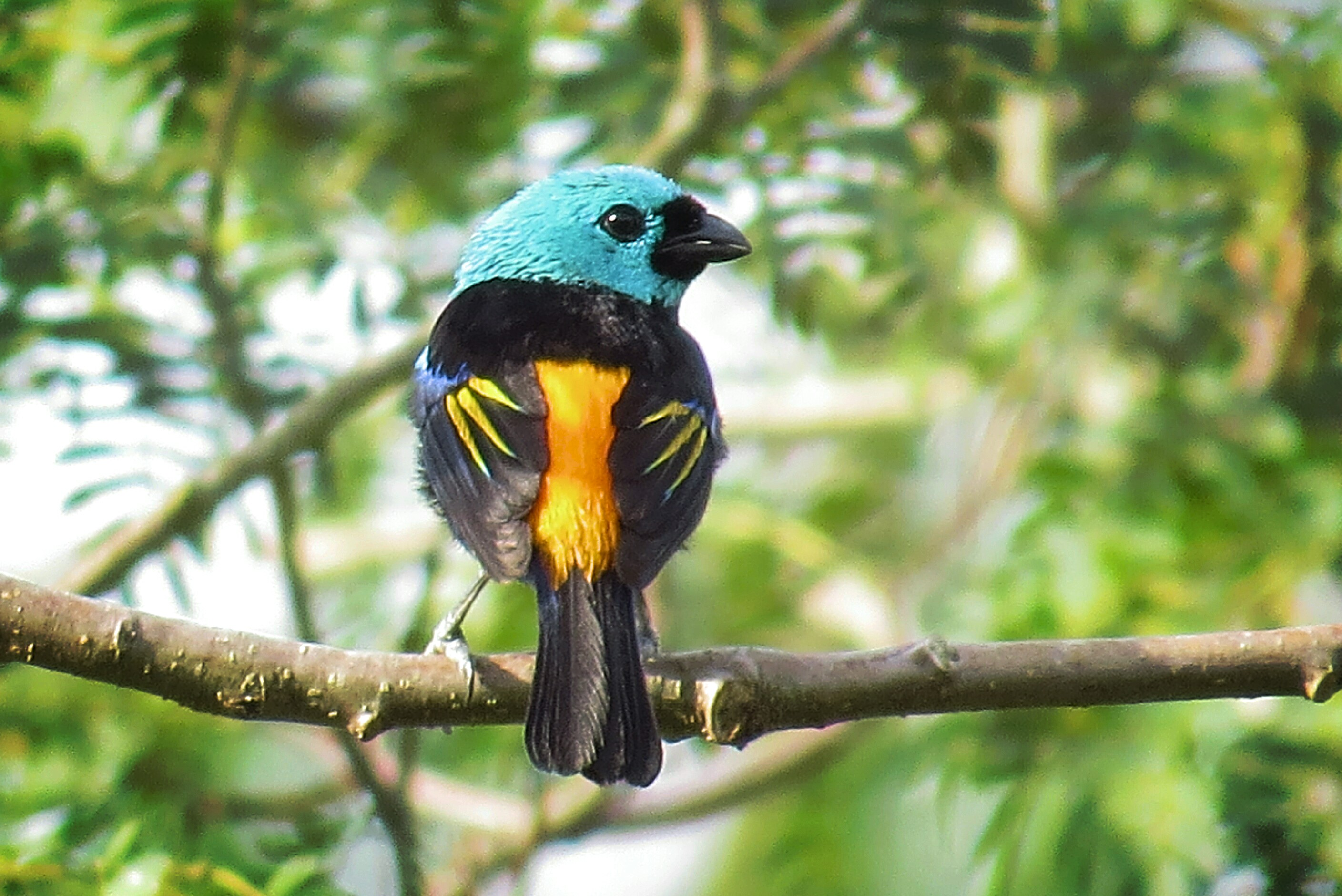
Райдужна танагра

Довжина птаха становить 13,5 см, довжина крила становить 7 см, довжина хвоста 5 см. Голова, підборіддя і верхня частина спини бірюзово-зелені, обличчя, спина, плечі і горло чорні. Груди яскраво-сині, живіт ультрамариново-синій. Крила темно-сині, на крилах жовті смуги, покривні пера крил бірюзові. Нижня частина спини і надхвістя яскраво-оранжеві. Хвіст темний з синіми краями. Дзьоб чорний. Самиці мають дещо менш яскраве забарвлення.

## Поширення і екологія
Райдужні танагри мешкають на сході Бразилії, в штатах Параїба, Пернамбуку і Алагоас. Вони живуть в кронах вологих атлантичних лісів, на узліссях і в садах, на висоті до 550 м над рівнем моря. Часто приєднуються до змішаних зграй птахів. Живляться плодами, насінням і дрібними безхребетними. Сезон розмноження триває з жовтня по березень. Гніздо чашоподібне, в кладці від 2 до 4 яєць, інкубаційний період триває 15-17 днів, пташенята покидають гніздо через 3 тижні після вилуплення.

## Збереження
МСОП класифікує цей вид як вразливий. За оцінками дослідників, популяція райдужних танагр становить від 3500 до 15000 птахів. Їм загрожує знищення природного середовища і вилов з метою продажу на пташиних ринках.